# Český pravopis

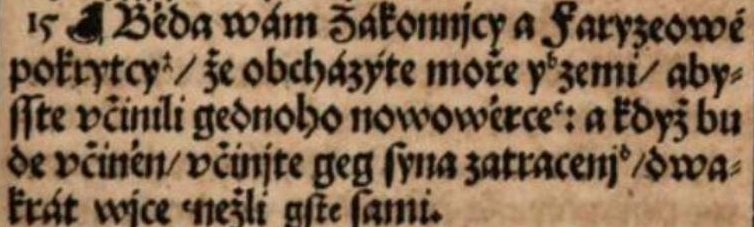
Ukázka tzv. bratrského pravopisu; doklad z Šestidílky (1601, transkripce v detailu obrázku)

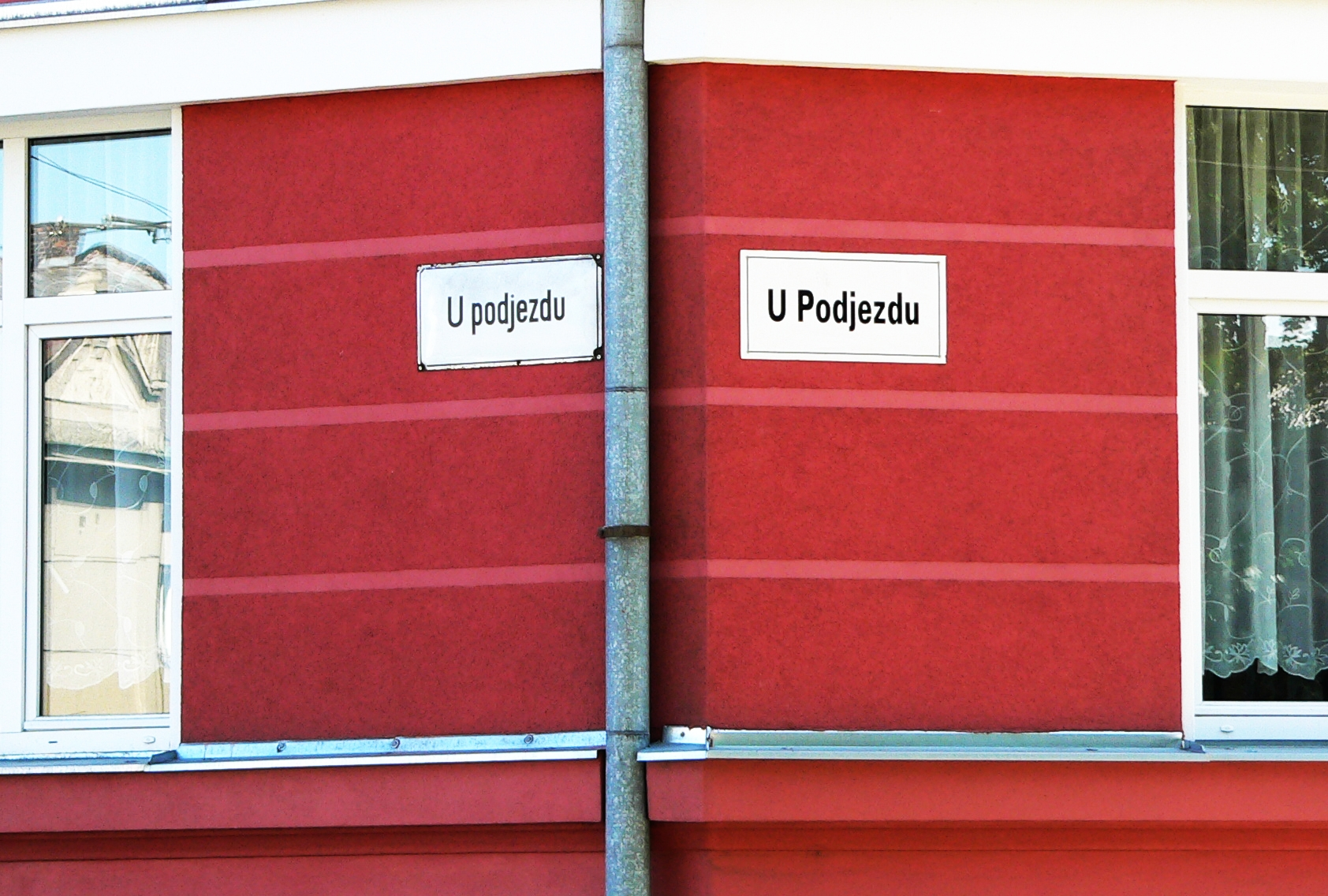
Poslední reforma českého pravopisu z roku 1993 předepisuje v běžném užití u názvů ulic psaní velkého počátečního písmene ve slově následujícím za předložkou na začátku názvu; v „úzce odborných textech“ však připouští možnost rozlišovat původ názvu zachováním původního pravopisu. Olomoucká ulice, z níž pochází fotografie, nese oficiálně dodnes název „U podjezdu“, přesto je na některých tabulích název upraven podle nového, zjednodušeného pravopisu.

Český pravopis je soustava zvyklostí, pravidel a doporučení pro správné psaní (pravopis) v češtině.
České příručky pravopisu (pravidla českého pravopisu) se zabývají především pravopisem spisovného jazyka. Pravopis nespisovných forem jazyka obecně není kodifikován, do jisté míry jej lze odvozovat analogicky, etymologicky atd.

## Historie
S nástupem křesťanství se Slované nejprve pokoušeli psát latinskou či řeckou abecedou. Prvním slovanským písmem byla od druhé poloviny 9. století hlaholice, tu v 10. století Slované nahradili latinkou a cyrilicí. Z 12. století pocházejí nejstarší dochované české texty, a to psané latinkou.
První zápisy českých slov, zejména jmen osob, máme v cizojazyčných pramenech. Proto jsou pravopisně různorodá a jejich skutečné znění pouze odhadujeme.

### Pět fází českého pravopisu
Jan Gebauer (1894) rozlišil ve vývoji českého pravopisu pět fází, a to pravopis:
1. primitivní,
2. spřežkový,
3. diakritický,
4. bratrský a
5. novodobý.

### Primitivní pravopis
Z období od poloviny 12. století do konce 13. století pocházejí první české písemné památky
- bohemika – česká jména v cizojazyčném textu,
- glosy – české překlady slov a frází vepsané do cizojazyčného textu,
- přípisky – záznamy v češtině, které se neváží k cizojazyčnému textu.

Nejstarší známé samostatné české věty byly připsány k zakládací listině litoměřické kapituly na počátku 13. století:
- Pauel dal geſt ploſcoucih zemu
- Wlah dalgeſt dolas zemu bogu iſuiatemu ſcepanu ſeduema duſnicoma bogucea aſedlatu

(v přepise: Pavel dal jest Ploškovcích zeḿu. Vlach dal jest Dolás zeḿu bogu i sv́atému Ščepánu se dvěma dušníkoma Bogučeja a Sedlatu.)
Texty byly psány tzv. primitivním pravopisem, který používal písmena latinské abecedy bez jakékoliv úpravy i pro zápis hlásek, které byly latině cizí. Např. písmeno c označovalo k, c i č. Vznikala nejednoznačnost, která byla závažná zejména u vlastních jmen.

### Spřežkový pravopis
Později se během 13. století začal, i když zatím nesoustavně, objevovat pravopis spřežkový, kdy se k zachycení českých hlásek používaly kombinace písmen (spřežek), např. rs pro ř.
Ve 14. století začala čeština pronikat do různých literárních žánrů, na konci 14. století již existovaly i úřední listiny psané česky. V písmu se přitom uplatnil spřežkový pravopis.
Starší spřežkový pravopis
Zpočátku se jednalo o tzv. starší spřežkový pravopis:
- ch = ch; chz = č; cz = c; g = j; rs, rſ, rz = ř; s, ſ = ž; ſſ = š; w = v; v = u; zz = s; z = z; ie, ye = ě;
- grafémy i a y jsou zaměnitelné;
- délka vokálů se zpravidla neoznačovala, zřídka se vyjadřovala zdvojením.

Závazný předpis neexistoval, proto nebyl tento systém aplikován vždy přesně.
Mladší spřežkový pravopis
Od 40. let se uplatnil tzv. mladší spřežkový pravopis:
- ch = ch, cz = c i č, g = j, rs, rſ, rz = ř, s, ſ = s i š, ſſ = s i š, w = v, v = u, z = z i ž,
- y na konci slabiky = j, ie, ye = ě. Grafémy i a y jsou i nadále zaměnitelné.

Sporadicky se začalo používat interpunkční znaménko v různých podobách. Jeho funkcí je vyznačení pauzy.
Do dnešní doby ze spřežek zůstaly jen „ch“, v přejatých slovech také „dž“ a někdy i „dz“.

### Diakritický pravopis
Na počátku 15. století se ve spise De orthographia Bohemica (1406), jehož autorství se připisuje Janu Husovi, objevuje návrh na změnu pravopisu – tzv. diakritický pravopis. Pro záznam měkkých souhlásek jsou spřežky nahrazeny tečkou nad písmenem (punctus rotundus). Délka samohlásek se označuje čárkou (virgula). Zachovávají se spřežka ch a grafém w. Zaměnitelnost grafémů i a y je zrušena. Návrh je dílem jedince, proto se tento grafický systém ujímal jen pozvolna a užíval se souběžně s pravopisem spřežkovým. S rozvojem řečnického umění se stále více užívá interpunkčních znamének.
Podle Jana Gebauera Husův diakritický pravopis již postačoval všem potřebám češtiny, ale přesto nebyl všeobecně přijat a valná část písařů zůstala u spřežkového pravopisu, takže až do poloviny 16. století existovaly oba pravopisy souběžně.

### Bratrský pravopis

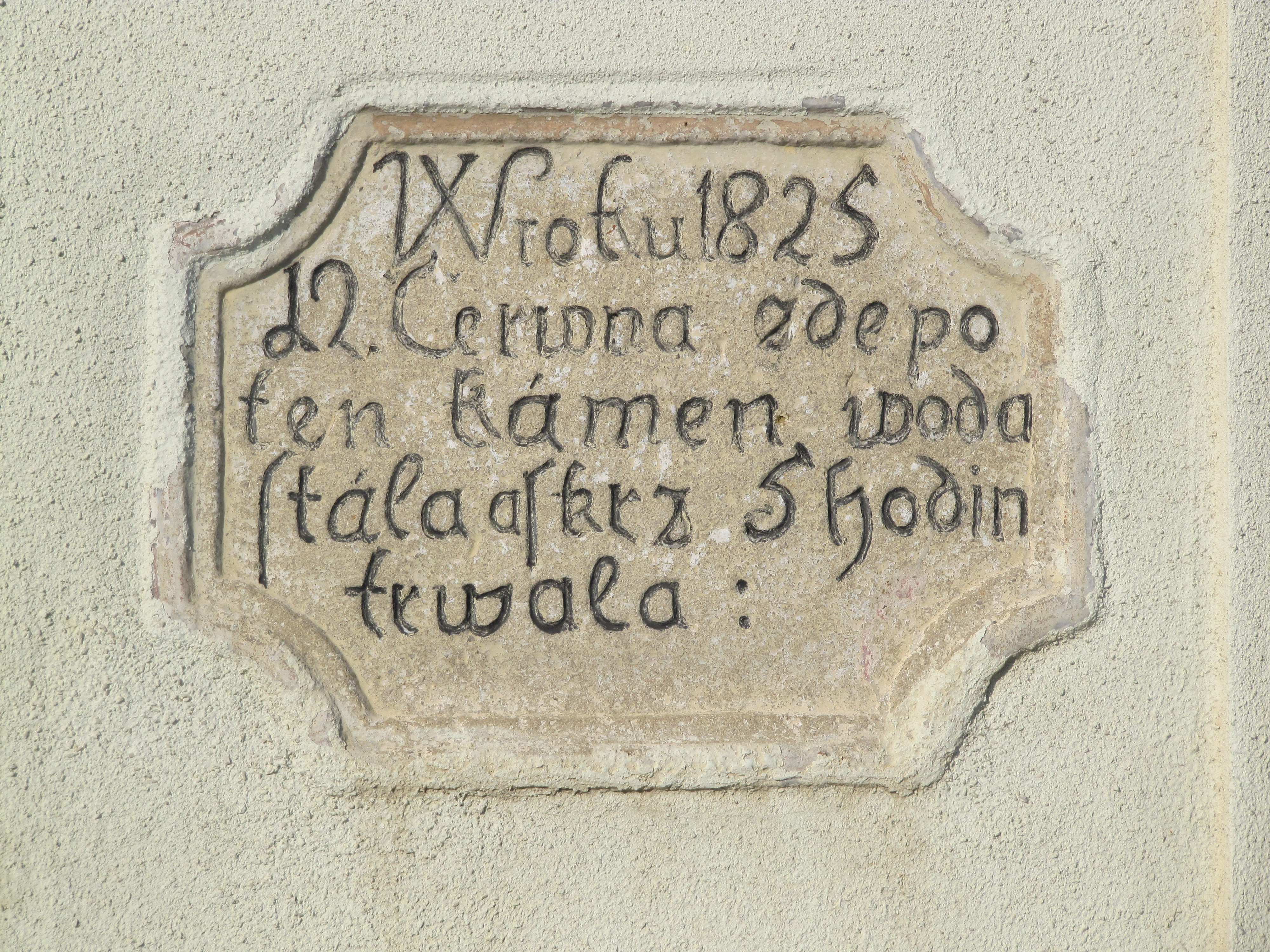
Povodňová značka z roku 1825 ve Zlechově

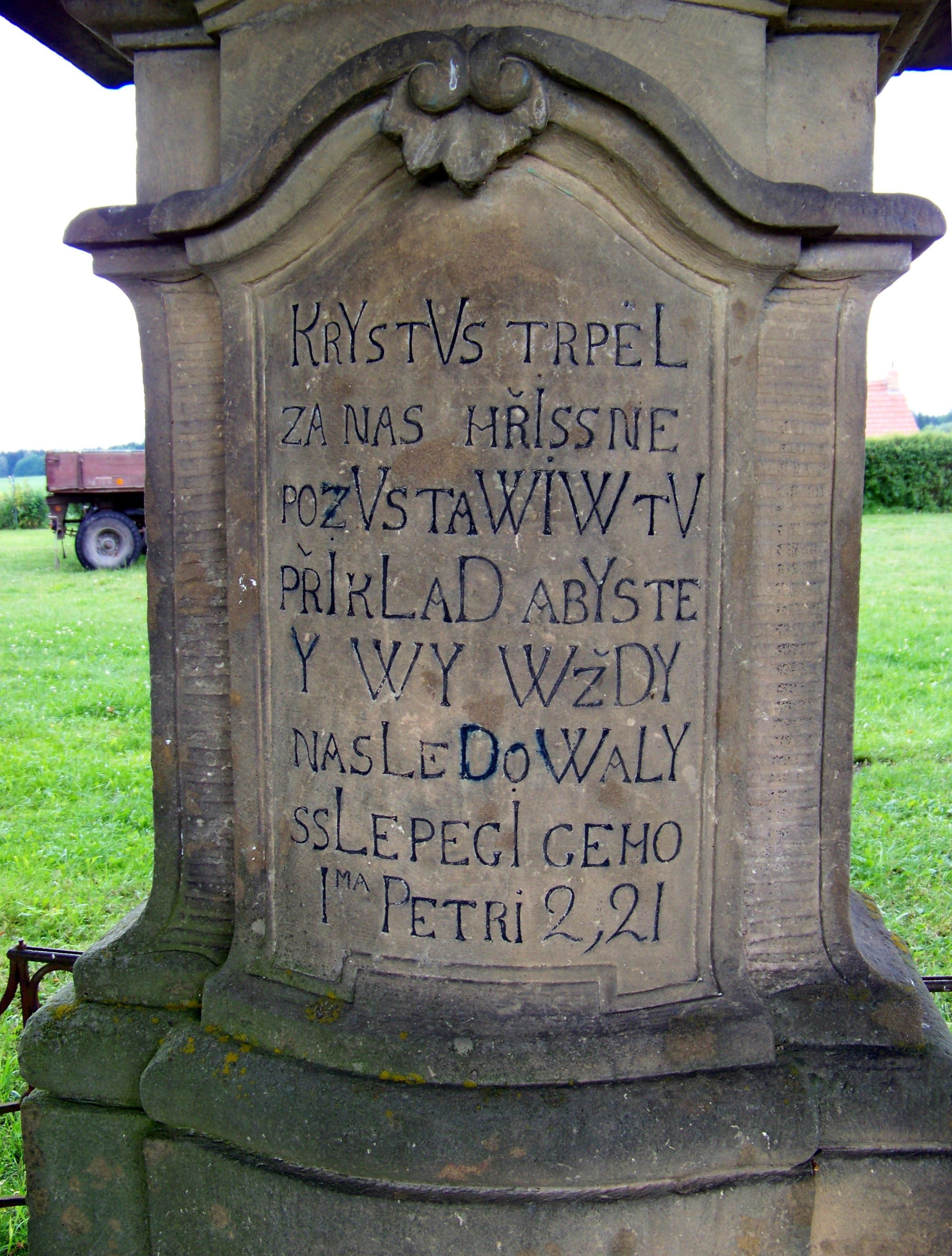
Nápis na kříži na návsi v Dolním Jelení z roku 1825

Po vynálezu knihtisku (přelom let 1447/1448) se v tištěných dílech ustálil tzv. bratrský pravopis (tradičně nazývaný podle listů vydávaných Jednotou bratrskou, ovšem nastíněn byl v Grammatyce české, jejíž autoři vyznávali utrakvismus), který byl převážně diakritický se zachováním několika spřežek.
Původní tečka nad měkkými konsonantami se změnila v háček, kterého se užívalo nad č, ď, ň, ř, ť, ž. Písmeno š se psalo většinou jen na konci slova, uprostřed se psalo spřežkou ſſ. Grafém ě se začal používat dnešním způsobem.
Délka samohlásek se označovala čárkou, kromě ů vzniklého z původního ó. Dlouhé í se z technických důvodů nejprve zdvojovalo ii, později se zapisovalo ij, nakonec j. Vyslovované [j] se zapisovalo jako g nebo y, pro zápis [g] se někdy používal grafém ǧ. Uchovalo se psaní dvojitého w, jednoduché v označovalo u na začátku slova. Dvojhláska /ou/ se zapisovala au. Po c, s, z se vždy psalo y (cyzý). Komplikovaná syntax, ovlivněná latinskými texty, si vyžádala zdokonalení interpunkce. Čárka se však používala podle pauz ve výslovnosti, nikoliv podle syntaxe. Začaly se používat i tečka, dvojtečka, otazník a vykřičník.
Standardem nejen samotného pravopisu, ale i spisovného jazyka pro další období se stal nový překlad Bible známý jako Bible kralická.
Ukázka bratrského pravopisu (cestopis Kryštofa Haranta z Polžic a Bezdružic z roku 1608):
Putowánj aneb Ceſta z Králowstwj Cžeſkého do Měſta Benátek: Odtud po Moři do Země Swaté/ země Jůdſké/ a dále do Egypta a welikého Měſta Kairu: Potom na horu Oreb, Synai a ſwaté Panny Kateřiny w puſté Arabij ležjcý: Na dwa Djly rozdělená: A Od Urozeného Pána, Pana Kryſtoffa Haranta z Polžic a Bezdružic/ a na Petce etc. Ržjmského Cýſaře geho miloſti Raddy a Komornijka/ Léta 1598. ſſtiastně wykonaná/ y také pěknými Figůrami ozdobená./ Geſt přitom y krátké wypsánj některých Národůw a obyčegůw gegich/ též Zemj, Kragin, Oſtrowůw a Měſt/ y giných rozličných wěcý.
Podle Jana Gebauera je bratrský pravopis v podstatě pravopis Husův zhoršený tím, že do něj Bratři přijali některé zvyklosti ze spřežkového pravopisu, některé z nich gramaticky chybné. Nástup knihtisku v té době vedl k zesílení snah o ustálení pravopisu; do té doby se zvyklosti písařů lišily nejen mezi písaři, ale nezřídka i v rámci jednoho delšího díla.

### Novodobý pravopis

#### Vývoj novodobého pravopisu
Dnešní pravopis byl v zásadě zaveden v letech 1842–1849, kdy ve sporu jotistů s ypsilonisty zvítězily modernizační snahy prosazované v prvé řadě Václavem Hankou. K nim patřila změna psaní i/y, zavedení jednoduchého „v“ místo dvojtého „w“ (w>v) a dalších dnes používaných písmen (ss>š, j>í, g>j, au>ou). Změny pak byly kodifikovány i zohledněním ve školních učebnicích pravopisu.
V roce 1902 vydal Jan Gebauer Pravidla českého pravopisu, která pak určovala pravopisnou normu. Výraznější změny pravopisu přinesla vydání Pravidel z let 1913, 1941, 1957 a 1993.

#### Analogická oprava
Od počátků národního obrození na konci 18. století došlo ke snahám o kodifikaci a reformu jak ortografie, tak spisovného jazyka. Nakonec se prosadila gramatika Josefa Dobrovského, která vyšla roku 1809, ve druhém vydání 1819. Dobrovský v ní mj. zavedl analogickou opravu pravopisu, která odstranila psaní „y“ po s, z, a c podle vzorů medvědí a sedím a vidím. Východiskem se však stal literární jazyk konce 16. století a díla J. A. Komenského. U všech úprav v první polovině 19. století figuroval Václav Hanka, který v letech 1817 až 1849 vydal celkem devětkrát útlý Pravopis český, založený na mluvnici Dobrovského, ale postupně doplňovaný názory Hankovými; roku 1850 pak knížečku obdobného názvu (Pravopis český dle ústrojnosti českého jazyka) vydal Jan Slavomír Tomíček. Dobrovský ve své knize ukázal přednosti analogické opravy, ale nijak výrazně ji neprosazoval; jak uvedl: „piš si každý, jestliže se ti to líbí, podle staré zvyklosti (…); nemám nic proti tomu“. Hlavním bojovníkem za uskutečnění analogické opravy byl Václav Hanka, který k ní přesvědčil i Josefa Jungmanna. Největším odpůrcem reformy byl Jan Nejedlý (podrobně viz spor jotistů s ypsilonisty).

#### Skladná oprava
Pravopis se postupně zbavoval přežitků bratrského pravopisu od 40. let 19. století. Začalo se psát si, zi i sy, zy dle etymologie a jednotně ci. Zavedení antikvy místo fraktury v tisku vedlo k odstranění spřežky ſſ a nahrazení písmenem š. Dlouhé í se začalo psát místo j, a j se začalo psát tam, kde dříve g (gegj > její) – toto bylo odstraněno tzv. opravou skladnou, kterou navrhl Pavel Josef Šafařík v roce 1842. Reformu podpořil i František Palacký a byla přijata bez většího odporu. Od roku 1849–1850 bylo dvojité w nahrazeno jednoduchým v a místo tradičního au se začalo psát ou – nebylo to prosazeno zároveň s přeměnou j a í, protože „ou“ podle Dobrovského odráží pouze obraz českých, nikoliv už však moravských nářečí. Pravopis se tak přiblížil dnešní podobě.
Podle německého vzoru interpunkce postupně opouští pauzový princip a respektuje syntaxi vět.
Sbor musejní pro řeč a literaturu českou roku 1842 vydal nařízení, aby všechny českojazyčné spisy vydávané nákladem Matice české byly tištěny opraveným neboli skladným pravopisem co se týče písmen g a j, avšak do budoucna odmítl a prohlásil za nepotřebné a neužitečné uvažované změny psát ou místo au a v místo w, jak prosazovali například Václav Hanka a Franta Šumavský. Tyto změny odmítal František Palacký, protože se obával, že by jimi byla rozrušena stabilita pravopisu. Po roce 1849 se však i přes odpor Palackého či W. W. Tomka i tyto změny rychle ujaly. Neúspěchem však skončily některé další Hankovy návrhy, například nahradit písmena ch, č, š, ž zcela novými písmeny.
Roku 1871 Jan Gebauer prohlásil, že uskutečněnými opravami je vyřízeno vše, co se k poměrné dokonalosti českého pravopisu žádat mohlo a mělo, čímž byl podle něj na ten čas uzavřen a dovršen vývoj českého pravopisu a Gebauer neváhal jej považovat za nejdokonalejší ze všech evropských pravopisů, dokonalý již ve svých základech a ve své soustavě, nikoliv jen pro potřebu nynějšího jazyka, přičemž ocenil jeho návaznost na předchozí písařské zvyklosti a na dlouhé a dávné opravy, k nimž docházelo již od počátků českého písemnictví.

#### Důraz na kodifikaci
Přední spisovatelé, překladatelé a novináři nepoužívali češtinu jednotně a nedodržovali důsledně ani Dobrovského a Jungmannovu kodifikaci a čtenáři si tuto nejednotnost neuvědomovali a tolerovali ji. S prudkým rozvojem školství ve druhé polovině 19. století se ukázaly četné další dosud nedořešené či nové problémy pravopisu (zejména psané jevy, které nemají oporu či obdobu v mluveném jazyce, či nářeční rozdíly ve výslovnosti) a školní klasifikace si vynutila přesnější kodifikaci, co je „správné“ a co „nesprávné“. Vznikla celá řada učebnic a příruček různé hodnoty pro základní i střední školství. Úředním schvalováním získávaly tyto učebnice ráz oficiálnosti, avšak přes veškerou snahu nebyly ve své kodifikaci zcela jednotné. Vliv na veřejnost měly také převážně puristicky zaměřené příručky, které sice nebyly určeny pro školy, ale pravopisnou kodifikaci spíše rozkolísávaly.

#### Délka samohlásek
Mezi aktuální otázky patřila zejména délka samohlásek, například v infinitivech typu vesti/vésti podle vedu (Hankův pravopis z roku 1849 připouštěl i krátké tvary, Tomíčkův z roku 1850 jen dlouhé tvary), či v dokonavých infinitivech typu dobyti, vyryti (vyřešeno roku 1903). V roce 1902 vydal Jan Gebauer první Pravidla českého pravopisu, která obsahovala přehled morfologie. Pravidla z roku 1902 uváděla značné množství dublet (např. déšť/dešť, léto/leto, dvéře/dveře, chléb/chleb, nejprvé/nejprve, vyjednávatel/vyjednavatel), v některých případech naopak již připustila jen jednu, z pozdějšího hlediska leckdy problematickou variantu (pokryvka, kravou). Učitelstvo v dubletách spatřovalo slabost a nedůslednost kodifikace (oproti tomu spisovatelé měli ke kodifikacím volnější poměr) a jejich reakce přinutily Gebauera k tomu, že v pravidlech z roku 1903 byly zásady zpřísněny a uplatněna snaha po přímočaré pravidelnosti. Tato tendence ještě posílila v kodifikaci z roku 1913 (již po Gebauerově smrti), která bez větších změn platila do roku 1941, i když na přelomu 20. a 30. let se stala předmětem ostré kritiky pro zavádění přílišné pravidelnosti, která neodpovídá reálnému jazyku, zejména z okruhu Pražského lingvistického kroužku, z podnětu spisovatelů, překladatelů a novinářů. Hlavní úlohu v redakci Pravidel z roku 1913 převzal E. Smetánka, s nímž spolupracovali zejména středoškolští profesoři Bílý a Hulík. Ve vydáních z let 1941 a 1957 byla kodifikace délky samohlásek upravována podle skutečné ustálené výslovnosti, která ovšem někdy byla v rozporu s nářeční – často velmi rozšířenou – výslovností (např. vyhýbka, vyjímka, vypůjčka).

#### Zdvojené souhlásky na slovotvorných švech
Další pravopisnou otázkou byla situace na slovotvorných švech, zejména souběh dvou shodných souhlásek. Zpočátku převažovala snaha zachovat vždy slovotvorné členění (postrannice, vápennice, kominník, učenník, dennice, vinnice, cenník), kterou prosazovali například Fr. Brusík nebo Josef Wenzl, zatímco například Václav Hanka psal „měký“. Pravidla z roku 1903 se ve většině případů přiklonila ke zkrácení „nn“ na „n“. Některé ustálené výjimky (český, plaský, hradecký, vlaština, deník) i nepříliš odůvodněné anomálie (plátěný, ale soukenný) zůstávají v jazyce dosud.

#### Složená a sloučená slova
Teprve ve 20. století začala být věnována větší pozornost otázce, co psát zvlášť a co dohromady, byť už Josef Dobrovský a Václav Hanka v některých případech prosazovali psaní dohromady a v mnohém předstihli i dnešní praxi (Dobrovský doporučoval psát osamotě, opolednách, posvých, pohlavě, bylbych, bylbys, mámli, budeteli atd.). Ve druhé polovině 19. století byl hlavně v některých školních mluvnicích (Matiáš Blažek, Emanuel Kovář) patrný odklon opačným směrem, zatímco Wenzlův Pravopisný ukazatel se častěji přiklání k psaní dohromady. Slovotvorné teorie se pokoušely odlišit složeniny od sloučenin, ale nedosáhly v tom jednotnosti. František Bačkovský se snažil rozlišovat, jak dalece pokročil proces adverbializace. Pravidla z roku 1902 vyšla tendenci psaní dohromady do značné míry vstříc, pravidla z roku 1913 a 1957 v tomto směru pokročila ještě dále. František Bačkovský patrně jako první také nastolil otázku ležací čárky (neboli spojovníku) a korigoval dosavadní zvyklosti. V Pravidlech z roku 1957 je poprvé kodifikováno psaní zkratek (a pod., t. j., a p., na př.) dohromady a postupně se počet zkratek psaných dohromady zvyšuje. František Bačkovský svými názory předstihl a ovlivnil kodifikaci pravidel pro používání spojovníků (oficiální Pravidla je řešila až ve vydání z roku 1913, a to jen částečně) a odmítnutím odsuvníků (apostrofů) ve složených slovech (aby’s, ty’s, řekl’s).

#### Interpunkce
Interpunkcí se příručky z první poloviny 19. století (Hanka, Tomíček, první vydání matičního Brusu) vůbec nezabývaly. Zřejmě jako první se jí soustavněji zabýval Martin Hattala v roce 1857. Dělidla neboli rozdělovací znamení dělil na
- „znamení hlasoměnná“ („znak otázkový“ (?) a „znak podivení“ (!)) a
- „znaky přestávky“ (tečka, čárka, středník, dvoutečka, „znak dokládací anebo husí nožičky“ (uvozovky), příčnice (pomlčka), závorky a spojovník).[10][11]

Ostatní autoři tento výklad příliš nereflektovali, například druhé vydání matičního Brusu zmiňuje jen čárku a středník a třetí vydání navíc jen tečku. František Bartoš v 1. vydání své Skladby roku 1878 podobně rozlišuje dělidla na ta, která označují části vět, a ta, která označují přízvuk vět (otazník a vykřičník). K interpunkčním znaménkům počítal i znaménka pomocná, tedy znaménko rovnosti (=), paragraf (§), znaménka, jimiž se odkazuje k poznámkám (hvězdičky, křížky, číslice) i znamení délky nebo krátkosti slabiky. Jan Lepař v článku O větoslovných znameních rozdělovacích v písmě roku 1889 výstižně vyložil rozdíl mezi přívlastkem několikanásobným a postupně rozvíjejícím. Pravidla z roku 1902 se o otazníku, vykřičníku či uvozovkách vůbec nezmínila, ale pokusila se již částečně uplatnit významové hledisko při používání čárky a převzala názvosloví znamének zavedené Františkem Bartošem (do té doby se používaly různé názvy, například vzvolavník, rozkazník, příčník, čapky, husí nožičky, úvodník, zatímco slovo vykřičník původně označovalo slovní druh citoslovce). Pravidla z roku 1913 interpunkční zásady značně rozšířila. Na přelomu 30. a 40. let se interpunkcí zabýval Jiří Haller a jeho výsledky byly využity v pravidlech z let 1941 a 1957, avšak základní principy české interpunkce se od roku 1913 podstatně nezměnily.
Otázka používání mezer v okolí interpunkčních znamének se dosud nedostala do kodifikace pravopisu ani do obsahu základního školního vzdělání, je považována za otázku typografickou. Praktického významu nabyla zejména s nástupem zpracování dat výpočetní technikou, protože při zpracování názvů se mezery projevují jako plnovýznamové znaky – v praxi ovlivněné ručním psaním nebyl důvod zpochybňovat totožnost názvů, které se lišily jen mezerami.

#### Velká písmena
Pravopisu velkých a malých písmen byla po celé 19. století věnována poměrně malá pozornost a úzus byl rozkolísaný. První vydání matičního Brusu v roce 1877 konstatovalo nejednotnost psaní přídavných jmen odvozených od vlastních jmen a přiklánělo se k psaní malých písmen. František Vymazal ohledně počátečních velkých písmen napsal, že pevných pravidel v těchto věcech není a nebude, neboť nelze ani bezpečně vymeziti pojem vlastních jmen.
Zřejmě prvním soustavnějším pojednáním byl spis Kdy jest psáti v češtině na počátku slov písmena veliká? od Františka Bačkovského z poloviny 80. let 19. století, syntéza dosavadních odborných textů na toto téma. Za hlavní problém považoval vlastní jména složená, u nichž se přikláněl k tomu, aby se psalo velké jen první písmeno složeniny, s výjimkou vlastních jmen obsažených ve složeném vlastním jménu a výjimkou slov, která si nepodržela svůj původní význam (Králové Hradec, Německý Brod, Česká Lípa). Ovšem pro psaní velkých písmen se vyslovuje i u jmen měst i vesnic a míst podobných, kde je prvotní význam zachován (Karlovy Vary, Mariánské Lázně, Dlouhá Ves) a chtěl tuto zásadu rozšířit i na všechna další zeměpisná jména, například názvy hor, kde se podstatné jméno změnilo z původního význam ve jméno vlastní; naproti tomu v názvu Český les je podle něj původní význam slova „les“ zachován, a tedy se má psát s malým písmenem, od čehož však později pod Lepařovým vlivem ustoupil. Některá pravidla opakovaně kolísala (například Český Les/Český les či Staré Město/Staré město se vracely k dříve zamítnutým podobám); mezi nověji řešené problémy patří například psaní slova „sídliště“ v názvech novodobých panelových sídlišť.
Ještě před rokem 1941 se pravidla snažila rozlišovat názvy, kde obecný význam slov vymizel z paměti (V Tůních, U Studánky) od názvů, kde se obecný význam ještě cítí (U invalidovny, U reálky). Pravidla z roku 1941 a 1957 toto rozlišení nahradila hlediskem, kdy zápis závisí na znalosti reálií, mnohdy historických. Pravidla z roku 1993 toto rozlišování odstranila a nahradila je mechanickým řešením, kdy se podstatné jméno za předložkou na začátku názvu píše vždy s velkým počátečním písmenem. Do pravopisu zasáhly i honorifikační a depreciační vztahy (za války Vůdce, po válce němci). Po roce 1945, pod vlivem institucionalizace a byrokratizace veřejného života, se silně rozšířila tendence považovat za vlastní jména oficiální popisné názvy, označení živností, obchodů, úřadů, škol, politických stran a podobných institucí, o kterých ještě pravidla z roku 1941 psala, že vlastními jmény nejsou. Pravidla z roku 1957 pak z ideologických důvodů stanovila použití velkých písmen pro názvy „nových skutečností“ (a k ideovému zdůraznění, například Sovětská armáda, Velká vlastenecká válka), zatímco pro dřívější skutečnosti ponechala původní pravopis. Názvy škol a soudů se měly psát s malým písmenem, zatímco názvy vysokých škol a nejvyššího soudu s písmenem velkým. Nová pravidla z roku 1993 tuto praxi mírně korigovala a obecně mírně rozšířila okruh názvů psaných s velkým počátečním písmenem.

#### Přejatá slova
Psaní přejatých slov nebylo v první polovině 19. století věnováno mnoho pozornosti. V roce 1852 napsal Pavel Josef Šafařík do Časopisu českého museum článek „O skloňování jmen cizojazyčných“, a to na základě porad s Čelakovským, Erbenem, Štorchem a několika profesory pražského akademického gymnázia, včetně Václava Svobody. Šafařík především prosadil, že nominativy cizích slov v singuláru i plurálu, a to vlastních i obecných jmen, byly používány v původní formě a při skloňování aby se dbalo jejich kmene, rodu a čísla. To bylo míněno především na řecká a latinská slova, krom vlastních jmen například slova museum, gymnasium, drama, clima, schema (s možností psát řecká jména též latinským způsobem). Vzhledem ke klasickému vzdělání inteligence a učitelstva a snaze přiblížit češtinu vysoce vyspělým antickým jazykům převládala tendence zachovat z původního antického pravopisu co nejvíce (batterie, geodaesie, haemorrhoidy, obscoenní), která se leckdy uplatňovala i u přejímek z živých jazyků (bassin, gendarm, plaid, pair). Významným zastáncem původního pravopisu byl Václav Svoboda. Pravidla z roku 1902 jen v některých případech pravopis upravila (ametyst, desertér, refrén) nebo zavedla dublety (kapella/kapela, aether/ether, daemon/démon), v novinách a časopisech se však počeštěné podoby prosazovaly rychleji (Kapesní slovník novinářský Josefa Ranka z roku 1862 obsahoval podoby geodésie, archeologie, obscénní, barikáda, okupace). Radikálně ve prospěch počeštěných tvarů se přiklonila až pravidla z roku 1913.
Problematickou byla otázka označování délek ve slovech řeckého a latinského původu, protože v původních jazycích se délka neoznačovala a studenti se správné výslovnosti museli učit. František Bačkovský a podobně i František Bartoš poznamenali, že neoznačování délky samohlásek vedlo k tomu, že jsme si v češtině navykli vyslovovat krátce samohlásky, které v původních jazycích byly dlouhé (např. Evrópa, theórie, planéta, mímika, kolléga, kómický, paródie, írónický), podobný důsledek má i psaní krátkého e místo původního ae a oe. Ohledně délky samohlásek byly různé kodifikační příručky značně nejednotné a rozkolísané. Pravidla z roku 1957 se již méně snažila přiblížit pravopis výslovnosti a více ovlivnit a sjednotit spisovnou výslovnost pomocí kodifikace pravopisu, přičemž za základ byla zřejmě vzata výslovnost rozšířená ve východní části českého území (ve východních Čechách a na Moravě); snaha vyhnout se přílišné pravidelnosti ovšem vedla k obtížně zdůvodnitelným rozdílům (pouze karosérie, drapérie, periférie, matérie a naproti tomu pouze tvary drogerie, rafinerie, galerie, artilerie, podobně i u slov zakončených na -ón a -on, -ér a -er). Pozdější vydání se to pak, nepříliš důsledně, snažila řešit zaváděním dublet. Výskyt čárek nad písmeny navíc vzbudil v uživatelích dojem, že délka samohlásek je u přejatých slov vždy vyznačena, což způsobilo, že i slova jako infinitiv, lokomotiva, kultura či literatura se začala vyslovovat krátce.
Nedůsledné uplatnění zásady, že v přejatých slovech se písmena s a z píšou podle výslovnosti, v pravidlech z roku 1957 vedla k domněnce, že psané „s“ se v přejatých slovech vyslovuje vždy jako „z“, což ovlivnilo výslovnost slov jako diskuse, resort, renesance.
Pravidla z roku 1993 se pak pokusila o hlubší revizi, která v označování kvantity samohlásek spočívala především v ústupu od fonetické podoby k původní podobě, tedy návratu před pravidla z roku 1957 (balkon, logoped), někdy i před pravidla z roku 1941 (sezona, citronek). V případě písmen s/z byly naopak posíleny počeštěné verze se z a v mnoha případech odstraněny dosavadní dublety psané původním pravopisem se s. Varianty se „z“ byly prosazeny i u některých slov, kde neodpovídají původní správné výslovnosti, ale reagují na vývoj českého jazykového úzu (kurz, diskuze, rezort). Chemici si prosadili respektování původního pravopisu v chemické terminologii (thorium, ruthenium, methan, ether), avšak filosofům se nepodařilo ubránit novému tvaru „filozofie“, který místo moudrosti (sofia) odkazuje na temnotu (zofos).

#### Písmena ě, i/y, ú/ů
Poměrně málo se reformy dotkly užívání písmena ě a skupiny je a písmen ů/ú a i/y. Slova, kde pravopis i/y v 19. století kolísal (například posílati, syčeti, sýkora, plytký, osika, Přibyslav) byla stabilizována pravidly z roku 1902, od té doby docházelo spíše jen k jednotlivým korekcím. V Pravidlech z roku 1957 bylo zavedeno i místo dřívějšího y ve slovech sirup (sirob) a lišaj.

#### Předložky s/z
Volba mezi předložkami s a z (se a ze) v genitivu byla původně pojednávána pouze v některých mluvnicích, teprve roku 1957 se dostala do pravidel pravopisu. Postupně byla tato pravidla zjednodušena ve prospěch varianty se „z“.

#### Snahy o reformu pravopisu mezi lety 1902 a 1993
S radikálním návrhem na další reformu českého pravopisu přišel v roce 1912 Josef Mašín v článku „Za opravu a zjednodušení českého pravopisu“ v časopise Škola našeho venkova (1912/13). Nutnost reformy zdůvodňoval tím, že „odstranění zbytečných překážek přinese zisk na čase, energii, penězích a rovnosti občanské.“ Navrhoval například tyto změny:
- vypustit z abecedy y a používat místo něj i,
- místo di, ti, ni psát ďi, ťi, ňi
- nepoužívat skupinu mě a všude psát mně
- neoznačovat délku samohlásek
- zdomácnělá cizí slova psát foneticky (kromě významných jmen)
- zjednodušit psaní slov se zdvojenými souhláskami (s výjimkou nejjasnější – nejasnější),
- ustálit psaní velkých písmen
- psát dohromady příslovečné spřežky, například poprvé
- foneticky psát některé skupiny souhlásek, jež se nevyslovují: (d)cerka ,  (v)zbudit
- foneticky psát předpony: spívat, zbor

Na tyto snahy navázal například roku 1914 Otakar Kunstovný dílem O českém pravopise a jeho opravě (vydáno jako příloha k „Věstníku Dědictví Komenského v Praze“, roč. 1914—15, č. 2). Kriticky se k těmto reformním snahám vyjádřil Josef Zubatý, který zejména namítl, že starší literatura by se pro nové čtenáře stala nečitelnou, a že sjednocením i a y vzniknou homonymie, které sníží srozumitelnost. Obšírně argumentoval zejména proti nápadu přestat označovat délku samohlásek. Kolem roku 1920 polemiky pokračovaly poté, co Pedagogické muzeum Komenského v Praze iniciovalo anketu o reformě pravopisu. K radikálním zastáncům reformy patřili opět Josef Mašín a Otakar Kunstovný, mezi umírněnými zastánci byl Josef Müller, konzervativními oponenty byli zejména redaktoři Naší řeči. Přední odpůrce reforem Metoděj Kubíček problémy spojené s výukou pravopisu ve školách nespatřoval ve složitosti pravopisu, ale v agramatismu výuky pravopisu a v izolovanosti výuky jednotlivých složek jazyka. Místo reformy pravopisu tedy požadoval reformu výuky pravopisu zesílením důrazu na mluvnici.
Jako utopické je hodnoceno dílo Novi pravopis československi, které napsal roku 1929 autor s pseudonymem J. V. Hradčanski. Jeho nosnou myšlenkou bylo vytvoření jednotného pravopisu česko-slovensko-lužicko-srbsko-slovinsko-chorvatského.
Poměrně velkou podporu zejména učitelské veřejnosti získala práce Reforma pravopisu, kterou roku 1930 napsal Václav Medonos. Potřebu reformy zdůvodňoval tím, že výuka pravopisu spotřebovává příliš mnoho času, který by bylo lépě věnovat jazykové kultuře a věcem důležitějším pro životní způsobilost. S námitkami proti reformám se vypořádal tím, že ani naši předci neztratili spojení s minulostí, když, krom jiných reforem, přestali psát švabachem.
V roce 1931 Ľudovít Novák v Pražském lingvistickém kroužku přednesl návrh reformy, která zahrnovala například zrušení písmena y (publikováno pod názvem K problému reformy československého pravopisu). Kriticky se k návrhu vyjádřil například v roce 1934 Miloš Weingart, podle kterého důvody k reformě jsou podobné, jako bychom předělávali algebru proto, že četní žáci zápasí s počty. Problémy viděl Weingart v nedokonalých učebních osnovách, nevhodných metodách a špatných učitelích, nikoliv v systému pravopisu.
Rozsáhlá debata proběhla před novým vydáním Pravidel v roce 1957. Radikální reformy pravopisu odmítal například František Váhala. Po vydání pravidel se radikálnějších reforem dovolávali například Jaromír Bělič, který roku 1963 v článku Odhodláme  se  k výraznějšímu  zjednodušení pravopisu? zpochybňoval kroužkované ů a psaný y ve vyjmenovaných slovech. Tyto snahy roku 1964 podpořili Petr Sgall a Pavel Novák textem Diskuse o pravopise. K racionalizaci českého pravopisu, v němž shrnuli a zanalyzovali novodobé snahy o reformu a naznačili možné způsoby řešení problémů formulovaných podobným výčtem, s jakým přišel již roku 1912 Josef Mašín. K návrhu se vyjádřili například František Kopečný, František Trávníček, Vlastimil Styblík, diskusi se pokusil shrnout Jaromír Bělič článkem Na závěr diskuse o pravopisu (Český jazyk a literatura, 1966–67, r. 17, č. 1, str. 1–6) s tím, že zjednodušení pravopisu by mělo výhody zejména v budoucnosti.
V 70. letech  provedla skupina algebraické lingvistiky na Matematicko-fyzikální fakultě UK v Praze výzkum zaměřený na četnost výskytu i a y v různých pozicích, který v roce 1978 shrnul Petr Sgall tak, že skutečné funkční využití rozdílu i/y je ve větách českých textů velmi vzácné a čas strávený výuce jejich použití by bylo možné využít daleko účelněji.
Bohemistka Marie Čechová roku 1981 na Druhé bohemistické konferenci v Ústí nad Labem navrhla 4 možné varianty úprav pravopisu:
- 1. varianta: bez radikálních změn, pouhé dopracování zásad z roku 1957 (psaní velkých písmen a přejatých slov)
- 2. varianta: odstranění formálních rozdílů v pravopisu slovenském a českém
- 3. varianta: značné zjednodušení pravopisných zásad (odstranění y v příčestích a vyjmenovaných slovech, odstranění ů)
- 4. varianta: důsledné uplatnění fonetizace pravopisu – tuto variantu označila za nejméně reálnou.

Vydání pravidel pravopisu roku 1993 odpovídá nejumírněnější, 1. variantě, tedy v zásadě navazují na pravidla z roku 1957. Došlo k menším změnám v psaní přejatých slov (které pak musely být korigovány dodatkem ministerstva školství) či změnám psaní velkých písmen ve vlastních jménech (Vánoce či Velikonoce, místní názvy začínající předložkou). Podle Ondřeje Neffa byla chystána radikálnější reforma, ale zmínky o tajeném projektu se dostaly na veřejnost a vyvolaly bouřlivě nesouhlasnou reakci a zdá se, že projekt tehdy z obavy před veřejným míněním zastavil Gustáv Husák s hlavním ideologem Janem Fojtíkem, zatímco stoupencem projektu byl Vasil Biľak.

#### Reforma 1993
Poslední reforma pravopisu se uskutečnila spolu s vydáním Pravidel českého pravopisu v roce 1993 (autoři Zdeněk Hlavsa, Jiří Kraus, Olga Martincová, Ivana Svobodová, Věra Vlková a Alena Polívková). Ještě téhož roku se objevila odborná kritika, že před vydáním nových pravidel neproběhla žádná odborná diskuse.
Ke změnám došlo například 
- v pravopisu některých typů víceslovných vlastních jmen (Nad Alejí místo Nad alejí, nábřeží Kapitána Jaroše místo nábřeží kapitána Jaroše, Vánoce místo vánoce – některé z těchto změn se shodují s dávnými návrhy Františka Bačkovského),
- u některých typů přejatých slov byly zkráceny samohlásky (citron místo citrón, benzin místo benzín) či nuceně počeštěno psaní souhlásek (s na z) v dalších slovech (plazma, prezident). Některé unáhlené změny pak dodatečně roku 1993 zmírnil tzv. Pilipův dodatek, zpracovaný komisí odborníků a vydaný ministerstvem školství, který opět připustil některé dublety (Ústav pro jazyk český jej přesto v pozdějších vydáních Pravidel nezapracoval do hesel slovníkové části).
- Reforma rovněž mírně změnila například zásady pro používání spojovníků.

Změněný pravopis místních vlastních jmen se sice uchytil ve školách i některých vydavatelstvích map, avšak v některých oficiálních mapách zůstaly pomístní názvy v původní podobě. Pravopis názvů ulic a veřejných prostranství se řídí rozhodnutími příslušných obcí, přičemž například Praha, Brno, Olomouc a některé další obce se rozhodly setrvat u původního pravopisu, část obcí změnila i starší názvy na nový pravopis a část obcí starší názvy nechala v registru adres v původní podobě, ale nové názvy již stanovuje dle nového pravopisu. Některá vydavatelství map sjednocují názvy veřejných prostranství na nový, zjednodušený pravopis, jiná vydavatelství se delší dobu důsledně držela oficiální podoby. Oficiální pravopis mají rovněž výstupy čerpané z registru adres.

#### Úvahy o reformách po roce 1993
Karel Oliva, toho času ředitel Ústavu pro jazyk český AVČR, v roce 2008 pro MF Dnes litoval, že došlo roku 1993 k necitlivým úpravám, které vzbuzují dojem, že jejich účelem bylo, mimo jiné, přizpůsobit spisovný jazyk tomu, „jak mluvili okresní tajemníci KSČ“ – konkrétně kritizoval použití z místo s (-izmus, diskuze) a změny v kvantitě samohlásek. Podle Olivy byla chyba, že se tvůrci reformy snažili – mylně – odhadnout vývoj jazyka dopředu, namísto aby jen reagovali na skutečný vývoj jazyka. Reforma z roku 1993 podle něj nebyla nezbytně nutná, v některých ohledech byla úplně zbytečná, byla trochu nešťastná a nesla pachuť minulých dob. Nové reformy však ústav podle něj v roce 2008 nechystal, osvícenské reformování se podle něj už trošku přežilo.
V roce 2011 se ředitel ÚJČ Karel Oliva zmínil o možnosti drobné pravopisné reformy, například legalizaci slova „abysme“, kterou ovšem spisovatel Ondřej Neff dal do souvislosti se snahou jít „k masám blíž“, s jazykovým plebejstvím. K údajné zbytečnosti rozlišování i/y Ondřej Neff uvedl, že kravata či celé kultura jsou z jistého pohledu také zbytečné a jsme svědky dlouhodobého odklonu „od kravat“, tedy od zbytečných a možná až ornamentálních atributů kultury. Podle Neffa by se do jazyka neměly uměle vnášet ústupky nízké lenosti a některé jazykové útvary by měly být chráněny před plebejstvím a hovadismem, byť je to možná náhled povýšenecký, jakési intelektuálsky aristokratické hledisko.
Na jaře 2012 ÚJČ uspořádal elektronickou anketu, co si lidé myslí o psaní velkých písmen, s tím, že na cestě je dílčí reforma pravopisu. V současných pravidlech je podle Karla Olivy v této oblasti největší zmatek, pravidla jsou obtížná, někdy dokonce nejasná. Psaní velkých písmen prochází podle něj už od dávných dob složitým vývojem a vždy v něm byl tak trochu zmatek a teď přišel správný čas na to, aby systém byl zjednodušen. Má jít o názvy typu „Divadlo Na zábradlí“, kde nelze poznat, kde začíná název. Nic jiného podle něj v tuto chvíli ještě ke změně nedozrálo, v řádu dalších 15 nebo 20 let si lze představit změnu některých tvaroslovných schémat a posun v počešťování cizích slov. V lednu 2019 (již mimo funkci ředitele) předpokládal, že nejbližší příští změna normy by měla připustit formy „aby jsme“, „aby jste“, které odpovídají převažujícímu úzu i u kultivovaných mluvčích. Psaní velkých písmen je podle Olivy zralé na radikální reformu, která přinese opravdu velké zjednodušení, protože už od 19. století je to velmi těžká disciplína a reforma z roku 1993 to svou zmatečností ještě zhoršila.
Podle zprávy ze září 2013 se Ústav pro jazyk český chystal vydat ještě téhož roku příručku, které se měla zabývat některými jevy dosud v kodifikacích pravidel a gramatiky opomíjenými, například používáním příjmení. Údajně měla příručka v některých typech případů nově připustit variantní tvary. Příručka, kterou pro MF Dnes představovala Markéta Pravdová, zástupkyně ředitele Ústavu pro jazyk český, měla být údajně jakýmsi předskokanem nových pravidel.

#### Odklon od normy
Milan Polák v roce 2006 upozornil, že v posledních desetiletích ubyly hodiny českého jazyka na obou stupních základních škol, což má zásadní dopad na kvalitu osvojování českého jazyka a jeho pravidel, a důrazy se přenesly na jiné cíle vyučování, například komunikační výchovu a čtenářskou gramotnost. Podle Poláka se tedy nabízí otázka, zda by nebylo vhodné se znovu zamyslet nad zjednodušením českého pravopisu. Volají po tom údajně hlavně učitelé z prvního stupně základních škol, například v roce 1998 V. Puchmertová a J. Sklenář.
Trend odklonu od uctívání normy zastupuje lingvista, satirik a screenwriter Konstantin Sulimenko, který diktát jazykové kodifikace zmiňuje jako projev pýchy a nadřazenosti a obhajuje používání češtiny, která kodifikaci neodpovídá: „Ano, někteří lidé skutečně nepíšou tak, jak káže kodifikace. Možná je to proto, že nechtějí, čistě kvůli tomu, že je to nezajímá. Možná proto, že mají vrozené indispozice používat pravopis správně. Pokud textu i přes grafické odchylky rozumíte, pak není důvod se povýšeně tvářit, že to není česky.“ Připouští, že kodifikace může být skvělá věc, která poskytuje základní formu, ze které se pro určité konkrétní potřeby můžeme skvěle odpíchnout, ale považuje za naprosto nevhodné nevyžádané opravování a vytýkání chyb. Protestuje proti binárnímu vidění češtiny, rozlišování jevů na „správné“ a „špatné“, a obrovské fetišizaci pravopisu. Připomíná dynamičnost vývoje jazyka a jeho kreativní funkci, která odráží společnost. „Kdo ví, jaké trendy přinese jazyk v budoucnu. Možná že i takové, které mně nepůjdou přes pusu. Ale pojďme se prosím konečně zbavit té myšlenky, že se jazyk dělí na správně a špatně. A radši znovu objevme tu nekonečnou svobodu, kterou nám dává.“ Připomíná, že spisovnost není zákon, že i jiné formy češtiny mají své plnohodnotné funkce a že v některých případech spisovné formy odporují skutečné mluvě drtivé většiny rodilých mluvčích.

## Principy
Čeština používá modifikovanou latinku s diakritikou. Hlavní princip je fonologický, kombinován s principem morfologickým a historickým.[zdroj?]
Václav Zikmund roku 1874 rozlišoval dva způsoby psaní, první z nich nazval pravopis zvukový (fonetický), druhý pravopis slovozpytný (etymologický); slovozpytný pravopis označil za českému jazyku vlastní, zatímco zvukový pravopis se podle něj užívá tam, kde se původu slov nezná nebo nešetří. František Vymazal roku 1886 označil za nejvyšší zásadu každého pravopisu zásadu fonetickou. Kde však známe etymologii slova, má se psát etymologicky, tomu však je nadřazena ustálená zvyklost. Blízké tvary mají být psány analogicky, tj. písmeno se nemá měnit například při odvozování či skloňování (dup, bez dubu). Jan Gebauer roku 1876 označil český pravopis za většinou fonetický, ale namnoze také etymologický a historický, kromě toho se v rozličných dobách řídí ještě rozličnými jinými pravidly a zvyky. Josef Zubatý za tři nejdůležitější zásady pravopisu označil fonetickou neboli zvukoslovnou zásadu, etymologickou neboli původoslovnou a historickou. Čtvrtá je podle něj zásada analogická neboli obdobová. Podle Václava Hanky je český pravopis spořádán více slovospytně než libosvorně; uplatňování slovospytnosti však musí být omezeno tím, aby se psaní bezpotřebně neobtěžovalo. Ve druhé polovině 20. století, zejména začátkem 60. let, se zájem o principy vztahů mezi psanou a mluvenou češtinou objevil v souvislosti s úvahami o možnostech reformy pravopisu. Josef Vachek označil za podstatnou vzájemnou korespondenci fonémů a grafémů; podobný důraz kladl i Petr Sgall.

### Diakritický pravopis
Čeština používá hláskové písmo, latinku, rozšířené o znaky s diakritikou (čárka, háček, kroužek, malý háček). Znaky s diakritikou jsou tyto:
á, č, ď, é, ě, í, ň, ó, ř, š, ť, ú, ů, ý, ž
Á, Č, Ď, É, Ě, Í, Ň, Ó, Ř, Š, Ť, Ú, Ů, Ý, Ž
Čárka se používá k vyznačení délky u samohlásek. Ke stejnému účelu slouží i kroužek nad písmenem ů, ten se však používá pouze uprostřed a na konci slova, (pokud nejde o začátek kořene slova jako například ve slově troj-úhelník).
Háček se používá k označení tzv. měkkých souhlásek a u písmene ě. U malých ť a ď se místo háčku píše malý háček, také zvaný klička.
Spřežka ch je v češtině považována za samostatné písmeno. Skupiny dz, dž, ng či nk se obvykle považují za fonetický přepis dvojice hlásek dvojicí písmen, třebaže v některých variantách výslovnosti či v některých jiných jazycích mají povahu samostatných hlásek.
Českou diakritikou se inspiroval i pravopis některých znaků jiných evropských jazyků, zejména slovenštiny, chorvatštiny, slovinštiny, litevštiny a lotyštiny.

### Fonologický princip
Hlavní princip českého pravopisu je fonologický, nikoliv fonetický, jak se v některých učebnicích pro zjednodušení uvádí. Grafický zápis totiž plně neodpovídá skutečné výslovnosti. Jednotlivá písmena (grafémy) a spřežky neodpovídají jednotlivým zvukům, ale fonémům. To umožňuje vystihnout určité morfologické a etymologické zákonitosti. Typicky se to projevuje například tím, že pravopis nepostihuje spodobu znělosti ve skupinách souhlásek a ztrátu znělosti na konci slov.

### Morfologický princip
Český pravopis přihlíží k morfologickým a etymologickým zásadám při ohýbání a odvozování slov. Zachovává psaní fonémů bez ohledu na fonetické asimilace souhlásek. To se týká zejména:
- asimilace znělosti, např. bezpečí [bɛspɛtʃiː] – předpona bez- vyslovená před neznělou souhláskou [bɛs];
- koncové ztráty znělosti, např. led [lɛt] – ledu [lɛdʊ] × let [lɛt] – letu [lɛtʊ];
- asimilace (splývání) exploziv s frikativami, např. vyslovované slovo [ɟɛt͡skiː] se píše dětský, nikoliv děcký, neboť je utvořeno z kořene dět- a přípony -ský;
- rozlišování psaní mě – mně (obojí vyslovováno [mɲɛ]), např. rozuměl (od rozumím) × jemně (od jemný). Obdobně též bě – bje a vě – vje (viz dále).

### Historický princip
Český pravopis zachovává některé pozůstatky staršího stavu vývoje jazyka. Písmena ě, ů, y, ý zachycují fonémy, které v minulosti v češtině existovaly, během vývoje však zanikly a splynuly s jinými fonémy.

#### „Měkké“ I a „tvrdé“ Y
Písmena i/í a y/ý se v současné češtině vyslovují stejně [ɪ/iː]. Tvrdé y/ý se původně vyslovovalo zřejmě jako zadní [ɨ(ː)] (jako v současné polštině nebo ruštině) a následovalo za nepalatalizovanými (tvrdými) souhláskami. Měkké i [ɪ/iː] následovalo palatalizované (měkké) souhlásky. Tento rozdíl zůstal v písmu zachován, ačkoliv obě hlásky ve výslovnosti splynuly. Pozůstatkem dřívější fonologické opozice palatalizovanosti je rozdělení souhlásek na pravopisně měkké, tvrdé a obojetné (viz tabulku). Toto rozdělení se kromě pravopisu projevuje i v mluvnici rozdělením měkkých a tvrdých vzorů skloňování. Ve slovech domácího původu se měkké i/í může psát jedině za měkkými nebo obojetnými souhláskami, zatímco tvrdé y/ý následuje tvrdé nebo obojetné souhlásky.
| Měkké    | ž | š  | č | ř | c | j | ď | ť | ň |
| Obojetné | b | f  | l | m | p | s | v | z |   |
| Tvrdé    | h | ch | k | r | d | t | n |   |   |

Obojetné souhlásky mohou být následovány jak i/í, tak y/ý. V některých případech mohou rozlišovat významy slov, např. být × bít, mýt × mít. Psaní i/í a y/ý v koncovkách se řídí mluvnickými pravidly, zejména příslušností ke vzorům skloňování a časování a mluvnickou shodou. Tvrdé y/ý v kořenech slov se píše jen v vyjmenovaných slovech, která se musejí žáci základních škol naučit nazpaměť.
Skupiny di/dí, ti/tí a ni/ní se vyslovují [ɟɪ/ɟiː, cɪ/ciː, ɲɪ/ɲiː]a píší se namísto ďi/ďí, ťi/ťí a ňi/ňí. Vyslovované [dɪ/di:, tɪ/ti:, nɪ/ni:] se píše dy/dý, ty/tý, ny/ný.
Poněkud na pomezí stojí písmeno c, které se obvykle chová jako měkké (v kořenech slov domácího původu se po něm píše měkké i), ale pokud předchází koncovce, je v některých vzorech považováno za tvrdé, jindy měkké - srv. skici (proti vzoru ženy), paňáci (proti vzoru předsedy), ale tácy (podle vzoru hrady), bezkopcý (podle vzoru mladý).
Výše uvedená pravidla se týkají slov domácího původu. Ve slovech cizích se zachovává původní psaní (cyklus, diktát, ribóza). Z tohoto důvodu se v přehledech měkkých, tvrdých a obojetných souhlásek neuvádějí písmena g, q, w, x, která se píší pouze v cizích slovech, psaní i/y se u nich řídí původním pravopisem. To platí v cizích slovech obdobně i po c a všeobecně se zachováním tvrdé výslovnosti.

#### Písmeno Ě
Toto písmeno tvoří jednotu s předchozí souhláskou, na níž závisí výslovnost celé slabiky:
- dě, tě, ně [ɟɛ, cɛ, ɲɛ] se píše namísto ďe, ťe, ňe analogicky k di, ti, ni
- bě, pě, vě, fě se píše namísto bje, pje, vje, fje. Po předponách ob- a v- se však píše bje, vje (objem, vjezd).
- mě [mɲɛ] se píše namísto mňe a naopak z etymologických důvodů se v některých slovech píše mně.

Tento slabičný princip je spolu s di, ti, ni v češtině výjimkou: mění souhlásku a hláska e je totožná s neměkčenými slabikami. Změna pravopisu naráží na neexistenci znaků b, f, m, p, v s háčkem (oproti ď, ť, ň) a nahrazovaly by se patrně s „j“, např. bje, případně s „i“, jako bianko.
Grafém ě je pozůstatkem a náhradou zaniklého [ʲɛ], které palatalisovalo (měkčilo) předcházející souhlásku, podobně jako měkké i (viz výše). Skupina mě se v minulosti vyslovovala [mjɛ], kterážto výslovnost se dosud drží v některých nářečích (jihočeské, ...) a je vedle výslovnosti [mɲɛ] spisovná.[zdroj?]

#### Dlouhé Ú × Ů
Samohláska dlouhé /uː/ se v češtině zaznamenává dvěma způsoby na základě následujících pravidel:
- ú se píše na začátku slov a slovních základů (účast, zúčastnit se, úhel, trojúhelník), v ostatních pozicích hlásky došlo k diftongizaci na ou;
- ů se píše v ostatních pozicích (kůže, domů), nemůže tedy stát na začátku slova. Původně vzniklo k zápisu dvojhlásky /ʊ̯o/, která se vyvinula z původního dlouhého /oː/ a později se její výslovnost změnila na dnešní /uː/.

V cizích slovech a v citoslovcích se píše pouze ú, a to bez ohledu na pozici (kúra × kůra, túra, gúgl, bú, vrkú).
Za cizí slova lze považovat slovenské (geografické aj.) názvy a jména, kde se původní ú nemění a v češtině se zachovává, např. Štúrovo, Kúty, Pajštún, v koncovce je ů, např. štúrovcům, Kútů.
V dialektech je ú ve slově v kterékoli pozici – v některých nářečích k diftongizaci na ou nedošlo.
V nářečních tvarech slov se píše ú, zvláště pokud nahrazuje dvojhlásku ou, příp. dlouhou samohlásku í, spisovného tvaru nebo jiného dialektově správného tvaru: kocúr, kohút, múka, horú, lúčkú, neteřú, lútosťú, jahůdkú, súsedů (-ům, -ův), dlúhý, vysokú, úzkú, takú, jakú, tú, tebú, svojú, dvúma, treťú, trojú, stú, súdit, nesú, půjdú, chcú, odmlúvajú, uklúzat, dlúze atd.; rovněž píšeme ú, nahrazuje-li jiné samohlásky nebo více hlásek (ve slabikách, kromě spisovného ů), např. dúle (dole, dolů), Metúd, rúbat, usnúl, zňútra (zevnitř, znitra), zdélú (po délce, zdéli), lúní (loni), teprú (teprve), zgúňat (hledat, shánět) apod.; a také ve slovech bez tvarově podobného nebo zcela bez příbuzného spisovného ekvivalentu anebo v nářečních tvarech slov cizího původu, např. lúbná, počúvat, žďúrnúť, škňúřit, halúz, pútec, húlava, vantúch, legrút, prúba, šnelcúg apod. Jen výjimečně lze v některých slovech psát ů i ú (vyrůstl – vyrostl i vyrústl – podle vyrástl). Ve zvláštních případech (odborných jazykovědných, literárně-folkloristických, u některých nářečí pro odlišení či v přepisu podle výslovnosti) se píše pouze ú i na místě spisovného ů (rúžou, lúžko, prúduchom, nepújdú).

### Problematické pravopisné jevy
Pravopisná doporučení se obvykle zabývají přednostně těmi jevy, které jsou problematické, sporné nebo v užívání nejednotné. V současné češtině jsou problematickými pravopisnými jevy zejména:
- označování hlásek písmeny v případech
  - hláskové spodoby (párové souhlásky znělá/neznělá),
  - vypouštění hlásek při výslovnosti,
  - měkčení souhlásky následujícím písmenem,
  - rozlišování i/y,
  - označování délky samohlásek,
  - pravopis přejatých slov apod.;
- psaní velkých písmen – kapitalizace (vlastní jména, zkratky a značky, větné celky a nápisy);
- hranice slov v písmu a dělení slov;
- používání členicích znamének;
- rozdíly v tvarosloví mezi spisovným jazykem a hovorovými jazyky a dialekty;
- cizí jména
  - přepis nebo překlad vlastních jmen,
  - přechylování ženských příjmení z cizích jazyků.

### Pravopis cizích (přejatých) slov
Podle PČP platí toto pravidlo: „O pravopisu přejatých slov obecných rozhoduje především míra jejich zdomácnění a rozšíření v češtině. Slova řídká a úzce odborná se píšou pravopisem původním, tj. tak jako v jazyce, z kterého byla přejata; slova zdomácnělá se zpravidla píšou podle zásad českého pravopisu. Mezi nimi jsou četné přechody podle stupně zdomácnění slova. Vedle toho se uplatňují činitele stylové, zvyklostní atd. Proto je také možno v textech určených širší veřejnosti psát i slova úzce odborná způsobem počeštěným a naopak při odborném, vědeckém užití a vůbec ve ‚vyšším stylu‛ lze u slov jinak pravopisně počeštěných ponechat podobu původní.“
V běžném užívání jazyka dochází k výchylkám v obou směrech (přizpůsobování slov, která oficiálně ještě zdomácnělá nejsou, i přetrvávání původního pravopisu). Oficiální PČP zpravidla na tyto tendence reagují, pokud jsou významněji zastoupeny.
U přejatých slov jsou uplatňovány následující zásady:
- Přizpůsobení pravopisu výslovnosti závisí na míře zdomácnění, například slova jagellonský či ghetto zdomácnělá nejsou a stále se píší původním pravopisem. Naopak fyzika a filozofie jsou již zdomácnělé podoby, přípustné jsou však i formy s původním pravopisem (fysika, filosofie).
- C vyslovované [k] je ve zdomácnělých slovech přepisováno jako k, q(u) jako kv, řecké ph jako f.
- Nevkládá se písmeno j, které se pro usnadnění vyslovuje ve spojení i a samohlásky. Píšeme tedy Francie, nikoliv Francije.
- Zachovává se psaní měkkého i u písmen d, t, n, ačkoliv jsou tyto skupiny vyslovovány tvrdě, např. dispozice, turistika či kronika.
- Psaní i–y se neřídí měkkostí a tvrdostí jako u domácích slov, ale zachovává se podle původního pravopisu. Píšeme tedy historie, cyklus, nikoliv hystoryje, ciklus. U tvrdých souhlásek se i mění na y jen u slov přejatých a zdomácnělých ve středověku, např. rytíř či rýže; u slov přejatých později zůstává.
- Dlouhé u se zapisuje ú v kterékoliv pozici, např. múza, nikoliv můza; ů je vyhrazeno pro slova domácí.
- Označování délky v cizích slovech často kolísá (mnohdy i ve výslovnosti), často jsou možné podoby balkon i balkón.
- Se slovy přejatými v různých obdobích (dokonce i v rámci 20. století) je zacházeno různě. Například [reida:] se zapisuje i vyslovuje radar, zatímco [leizə] se zapisuje laser a vyslovuje [lejzr].

Pravidla u mnoha slov připouštějí existenci dublet, tj. dvojích tvarů. Pisatel by měl mít při psaní textu na zřeteli zásadu jednotnosti stylu, tj. používat buď jen zdomácnělých, nebo jen původních podob tam, kde jsou obě tyto podoby možné. Je možné psát buď gymnázium, nebo gymnasium, nikoliv však gymnásium.

## Závaznost pravopisné kodifikace
Žádný zákon závaznou podobu českého pravopisu přímo nestanoví. Pravopisná zvyklost (norma) češtiny je ustalována a sjednocována především Ústavem pro jazyk český a školskou soustavou. Ústav pro jazyk český vydává doporučující publikace (například Pravidla českého pravopisu, Slovník spisovné češtiny, Akademický slovník cizích slov) a provozuje jazykovou poradnu pro veřejnost. Příslušné státní ministerstvo (nyní Ministerstvo školství, mládeže a tělovýchovy ČR) je obvykle schvaluje pro užívání ke školní výuce češtiny, případně závazně vyžaduje respektování těchto zásad při výuce češtiny ve školách. Pravidla doporučovaná Ústavem pro jazyk český jsou všeobecně přijímána jako oficiální.